# Alvania oliverioi
Alvania oliverioi is een slakkensoort uit de familie van de Rissoidae. De wetenschappelijke naam van de soort is voor het eerst geldig gepubliceerd in 2003 door Buzzurro.